# Список суннітських мусульманських династій
Нижче наведено список суннітських мусульманських династій.

## Африка

### Північна Африка
| - Саліхіди (Ер-Риф, 710–1019) - Мухаллабіди (Іфрикія, 771–793) - Аглабіди (Іфрикія, 800–909) - Тулуніди (Єгипет, 868–905) - Іхшиди (Єгипет, 935–969) - Зіріди (Іфрикія, 973–1148) - Хаммадіди (Західна Іфрикія, 1008–1152) - Альморавіди (Марокко та Аль-Андалус, 1040–1147) - Альмохади (Марокко, Іфрикія, Центральний Магреб та Аль-Андалус, 1130, 1147–1269) - Аюбіди (Єгипет, 1171–1341) |  | - Хафсіди (Іфрикія, 1229–1574) - Насріди (Ґранада та Сеута, 1232–1492) - Заяніди (Тлемкен, 1235–1556) - Мариніди (Марокко, 1244, 1269–1465) - Бахріти (Єгипет, 1250–1382) - Бурджити (Єгипет, 1382–1517) - Ваттасиди (Марокко, 1472–1554) - Саадити (Марокко, 1509, 1554–1659) |  | - Королівство Аіт Аббас (Алжир, 1510, 1510–1872) - Алауїти (Марокко, 1631, 1666–сучасність) - Хусаїніди (Туніс, 1705–1957) - Караманлі (Лівія, 1711–1835) - Династія Мухаммеда Алі (Єгипет, 1805–1952) - Династія Сайїда Мухаммеда Ахмада Аль Махді (Судан, 1845–1885) - Династія Сайїда Абд Ал Рахмана Махді (Судан, 1885–1960) |

### Африканський ріг
- Султанат Могадішо (10-16 ст.)
- Султанат Шева (1180—1279)
- Іфатський султанат (13 століття)
- Валашмійська династія (13–16 століття)
- Варсанґельський султанат (1298–теперішній час)
- Адальський султанат (1415—1555)
- Аджуранський Султанат (14-17 століттях)
- Династія Модайто (16 століття–теперішній час)
- Султанат Харар (1526—1577)
- Імамат Аусса (1577—1672)
- Емірат Харар (1647—1887)
- Султанат Ґеледі (18-19 століть)
- Султанат Маджіртін (сер. 18 століття–поч. 20 століття)
- Королівство Ґомма (поч. 19 століття–1886)
- Королівство Джимма (1830—1932)
- Королівство Ґумма (1840—1902)
- Султанат Гобьо (19 століття–1925)

### Великі Африканські Озера
- Султанат Пате (1203—1870)
- Сеннар (султанат) (1523—1821)
- Султанат Коморських островів
- Вітуленд (1858—1923)

### Центральна і Західна Африка
- Династія За  (11 століття–1275)
- Династія Сайфава (1075—1846)
- Імперія Малі (1230—1600)
- Династія Кейта (1235—1670)
- Сонгайська Імперія (1340—1591)
- Імперія Борну (1396—1893)
- Королівство Багірмі (1522—1897)
- Царство Денді (1591—1901)
- Султанат Дамаґарам (1731—1851)
- Халіфат Сокото (1804—1903)
- Тіджанія Омара аль-Хаджа (1836—1890)

## Європа

### Сицилія
- Аґлабідська Сицилія (827—909)

### Східна Європа та Росія
- Волзька Булгарія (7-е століття–1240)
- Емірат Криту (820—961)
- Аварський каганат (початок 13-19ст.)
- Казанське ханство (1438—1552)
- Кримське ханство (1441—1783)
- Ногайська Орда (протягом 1440-х рр.–1634)
- Касимовське Царство (1452—1681)
- Астраханське Ханство (1466—1556)
- Сибірське ханство (1490—1598)
- Пашалік Скутарі (1757—1831)
- Пашалік Берат (1774—1809)
- Пашалік Яніна (1788—1822)
- Династія Зоґу (1928—1939)

### Іспанія та Португалія
- Кордовський халіфат (756—1017, 1023—1031)
- Тайфа Альпуенте (1009—1106)
- Тайфа Бадахос (1009—1151)
- Тайфа Морон (1010—1066)
- Тайфа Толедо (1010—1085)
- Тайфа Тортоса (1010—1099)
- Тайфа Аркос (1011—1145)
- Тайфа Альмерія (1010—1147)
- Тайфа Денія (1010—1227)
- Тайфа Валенсія (1010—1238)
- Тайфа Мурсія (1011—1266)
- Тайфа Альбаррасін (1012—1104)
- Тайфа Сарагоси (1013—1110)
- Тайфа Гранада (1013—1145)
- Тайфа Кармона (1013—1150)
- Тайфа Санта-Марія-де-Алґарве (1018—1051)
- Тайфа Мальорка (1018—1203)
- Тайфа Лісбон (1022—1093)
- Тайфа Севілья (1023—1091)
- Тайфа Ньєбла (1023—1262)
- Тайфа Кордоба (1031—1091)
- Тайфа Мертола (1033—1151)
- Тайфа Альхесірас (1035—1058)
- Тайфа Ронда (1039—1065)
- Тайфа Сілвеш (1040—1151)
- Тайфа Малага (1073—1239)
- Тайфа Моліна (бл. 1080—1100)
- Тайфа Лорка (1228—1250)
- Тайфа Менорка (1228—1287)
- Емірат Гранада (1228—1492)

## Азія

### Аравійський півострів
- Династія Зіядідів (819—1018)
- Шаріф Мекка (967—1925) з 1631
- Разуліди (1229—1454)
- Катири (Хадрамаут) (1395—1967)
- Тахіріди (1454—1526)
- Саудити (1744–теперішній час)
- Будинок Аль-Сабаха (1752–теперішній час)
- Аль-Нагаян (1761–теперішній час)
- Аджман (18 ст.–теперішній час)
- Кавазимська династія (Шарджа) (18 ст.–теперішній час)
- Умм-ель-Кувейн (1775–н. в.)
- Аль-Халіфа (1783–по теперішній час)
- Султанат Махра (18 ст.–1967)
- Аль-Тані (1825–теперішній час)
- Аль-Мактум (1833–н. в.)
- Аль-Рашид (1836—1921)
- Нижня Яфа (19 століття–1967)
- Верхня Яфа (19 століття–1967)
- Династія Шаркі (1876–теперішній час)
- Куайті (1902—1967)
- Емірат Бейхан (1903—1967)

### Сирія та Ірак
- Омеядський халіфат (661—750)
- Аббасидський халіфат (750—1258)
- Артукіди (11-й–12-й століття)
- Буріди (1104—1154)
- Зангіди. (1127—1250)
- Аюбіди (1171—1341)
- Бабани (1649—1850)
- Хашимітська династія Іраку (1921—1958)
- Хашимітська династія Йорданії (1921–наші дні)

### Мала Азія (сучасна Туреччина)
- Менґучекіди (1071—1277)
- Салтукіди (1072—1202)
- Конійський султанат (1077—1307)
- Шах-Арменіди (1100—1207)
- Чобаніди (1227—1309)
- Караманіди (1250—1487)
- Перване (1261—1322)
- Ментеше (1261—1424)
- Ахти (380—1362)
- Хамідіди (1280—1374)
- Османська Імперія (1299—1923)
- Інанчогуллари (1300—1368)
- Ісфендіярогуллари (1300—1461)
- Текеогуллари (1301—1423)
- Саруханогуллари (1302—1410)
- Караси (1303—1360)
- Айдиногуллари (1307—1425)
- Рамаданогуллари (1352—1516)

### Іран та Кавказ
- Ширваншах (799—1579)
- Дуфалідська династія (початок 9 століття–897)
- Саманіди (819—999)
- Тахиріди (821—873)
- Саффариди (861—1003)
- Саджиди (889—929)
- Фаригуніди (наприкінці 9–початку 11 ст.)
- Маданіди (кінець 9-11 століть)
- Ормуз (10-го–17-го століть)
- Саларіди (942—979)
- Шаддадидів (951—1199)
- Раввадиди (955—1071)
- Анназиди (990—1116)
- Хадхібаніди (11 століття)
- Сельджуки (11-е–14-е століття)
- Хазараспіди (1148—1424)
- Хуршиди (1155—1597)
- Міхрабаніди (1236—1537)
- Музаффариди (1335—1393)
- Ширванське ханство (1748—1820)
- Ілісуйський султанат (03.08.1563 — 26.08.1844)
- Шекінске ханство (1743—1819)

### Центральна Азія
- Караханідська держава (840—1212)
- Мухтаджиди (кінець 10-11 століття)
- Ґазнавіди (963—1187)
- Шахи Хорезму (1077—1231)
- Гуріди (1148—1215)
- Династія Ґабаре Джаханґірі (1190—1520)
- Картиди (1231—1389)
- Тимуридська імперія (1370—1507), Тимуриди
- Казахське ханство (1456—1847)
- Бухарське ханство (1500—1785)
- Хівинське ханство (1511—1920)
- Кокандське ханство (1709—1876)
- Хотакі (1709—1738)
- Дурранійська імперія (1747—1826)
- Баракзай (1826—1973)
- Біла Орда (1360—1428)
- Бухарський емірат (1785—1920)

### Східна Азія
- Сумрійська династія (1026—1351)
- Будинок Тімуґів (1166—1388)
- Мамлюцька династія (Делі) (1206—1290)
- Династія Хілджі (1290—1320)
- Династія Туґлак (1321—1398)
- Династія Самма (1335—1520)
- Династія Катур (1560—1969)
- Династія Шах Мір (1339—1561)
- Династія Ільяс Шахі (1342—1487)
- Династія Фарукі (1382—1601)
- Династія Хілалі (1388—1558)
- Музафариди (1391—1583)
- Малавський султанат (1401—1561)
- Династія Сайїд (1414—1451)
- Малеркотла (1446—1947)
- Династія Лоді (1451—1526)
- Династія Хуссейн Шані Фатиміда (1494—1538)
- Династія Арґун (кінець 15–16 століть)
- Імперія Великих Моголів (1526—1857)
- Династія Сурі (1540—1556)
- Араккал (1545–18-е століття)
- Династія Утіму (1632—1692)
- Хан-е-Калат (1666—1958)
- Аркотські Навабади (1690—1801)
- Династія Ісдху (1692—1704)
- Дхіяміґлійська династія (1704—1759)
- Бхопальські Навабади (1723—1947)
- Нізам Хайдарабада (1724—1948)
- Династія Бабі (1735—1947)
- Майсурське князівство (1749—1799)
- Династія Хураа (1759—1968)
- Тонк (1798—1947)
- Баонійські Навабади (1784—1948)
- Сидська династія Джанджири та Джафрабаду (1759—1948)
- Оракзанська династія Курваю, Басоди та Мохамадґару (1713—1948)
- Міянська династія Савануру (1672—1948)
- Дурранійська імперія (1747—1842)

### Південно-Східна Азія
- Султанат Кедах (1136–теперішній час)
- Султан Келантану (1267–по теперішній час)
- Султанат Самудера Пасай (1267-15 століття)
- Бруней (14 століття–теперішній час)
- Малаккський султанат (1402—1511)
- Султанат Сиребон (1445—1677)
- Султанату Тидоре (1450—1904)
- Султанат Сулу (1450—1936)
- Султана Паханга (1470–теперішній час)
- Султанат Тернате (1465–теперішній час)
- Султанат Демак (1475—1518)
- Султанат Ачех (1496—1903)
- Королівство Майніла (1500-ті роки–1571)
- Султанат Матарам (1500-і–1700-ті роки)
- Королівство Паттані (1516—1771)
- Султанат Маґінданао (1520—1800)
- Султанат Бантен (1526—1813)
- Султан Перака (1528–теперішній час)
- Султанат Джохор (1528–теперішній час)
- Королівство Паджанґ (1568—1586)
- Султанат Сінґора (1605—1680)
- Султанат Делі (1632—1946)
- Султанат Самбас (1671—1950)
- Султанат Теренґґану (1725–теперішній час)
- Султанат Сіак Шрі-Індрапутра (1725—1946)
- Султан Селанґор (з середини 18 століття — теперішній час)
- Султанат Ґова (1593—1960)
- Сунанат Суракарта (1745–теперішній час)
- Чампа (1485—1832)
- Султанат Джок'якарта (1755–теперішній час)
- Султанат Ріау-Лінґґа (1824—1911)